# Теория катастроф
Теория катастроф — раздел математики, включающий в себя теорию бифуркаций дифференциальных уравнений (динамических систем) и теорию особенностей гладких отображений. Теория катастроф — раздел современной математики, который является дальнейшим развитием теории устойчивости и бифуркаций.
Термины «катастрофа» и «теория катастроф» были введены Рене Томом и Кристофером Зиманом в конце 1960-х — начале 1970-х годов («катастрофа» в данном контексте означает резкое качественное изменение объекта при плавном количественном изменении параметров, от которых он зависит). Теория катастроф нашла многочисленные применения в различных областях прикладной математики, физики и других естественных наук.

## История
Первые фундаментальные результаты в области динамических систем, относящиеся к теории катастроф, принадлежат Анри Пуанкаре (метод
нормальных форм в теории дифференциальных уравнений) и Александру Андронову-старшему (бифуркации динамических систем). Основы теории особенностей гладких отображений были заложены прежде всего в трудах американского тополога Хасслера Уитни в 1940-х — 1950-х годы, которым предшествовала лемма Морса о нормальной форме функции в окрестности невырожденной критической точки.
В конце 1960-х годов развитием этого направления занялся Рене Том. Однако популярность идеи Уитни и Тома приобрели благодаря нескольким публикациям Зимана в 1970-х годов, который активно пропагандировал теорию катастроф, сравнивая её значение с изобретением математического анализа и говоря о «революции в математике». Бурное развитие теории катастроф в 1970-е — 1990-е годы связано с деятельностью Майкла Бордмана, Эгберта Брискорна (нем. Egbert Brieskorn), 
Джеймса Брюса (англ. J. W. Bruce), Джона Мазера, Бернара Мальгранжа, Рене Тома, Терри Уолла, Кристофера Зимана и особенно Владимира Арнольда и его учеников (Ильи Богаевского, Александра Варченко, Виктора Васильева, Александра Гивенталя, Виктора Горюнова, Сабира Гусейн-Заде, Владимира Закалюкина, Максима Казаряна, Вячеслава Седых).

## Семь элементарных катастроф по Тому
Теория катастроф анализирует критические точки (репетиции) потенциальной функции, то есть точки, где не только первая производная функции равна нулю, но равны нулю и производные более высокого порядка. Динамика развития таких точек может быть изучена при помощи разложения потенциальной функции в рядах Тейлора посредством малых изменений входных параметров. Если точки роста складываются не просто в случайный узор, но формируют структурированную область стабильности, эти точки существуют как организующие центры для особых геометрических структур с низким уровнем катастрофичности, с высоким уровнем катастрофичности в окружающих их областях фазового пространства. Если потенциальная функция зависит от трёх или меньшего числа активных переменных, и пяти или менее активных параметров, то в этом случае существует всего семь обобщённых структур описанных геометрий бифуркаций, которым можно приписать стандартные формы разложений в ряды Тейлора, в которые можно разложить репетиции при помощи диффеоморфизма (гладкой трансформации, обращение которой также гладко). Сегодня эти семь фундаментальных типов катастроф известны под именами, которые им дал Рене Том.

### Потенциальные функции с одной активной переменной

#### Катастрофа типа «складка»

Стабильная и нестабильная части экстремума, исчезаемого при бифуркации типа «складка»:
{\displaystyle V=x^{3}+ax}.
При отрицательных значениях параметра {\displaystyle a} потенциальная функция имеет два экстремума — один стабильный (устойчивое равновесие) и один нестабильный (неустойчивое равновесие). Если параметр {\displaystyle a} медленно изменяется, система может находиться в точке стабильного минимума. Но если {\displaystyle a=0}, стабильные и нестабильный экстремумы встречаются и аннигилируют. Это — точка бифуркации. При {\displaystyle a>0} не существует стабильного решения.
Если физическая система проходит через точку бифуркации типа «складка», и поэтому параметр {\displaystyle a} проходит через нулевое значение, стабильность решения при {\displaystyle a<0} теряется, и система может осуществить внезапный переход в новое, весьма отличное от предыдущего состояние. Это бифуркационное значение параметра {\displaystyle a} иногда называется «точкой фиксации».
| Пример кода на Python |
| import time import matplotlib.pyplot as plt import matplotlib.animation as animation import numpy as np from matplotlib import style .use('ggplot') fig = plt.figure() ax1 = fig.add_subplot(1, 1, 1) values = [-6.0, -5.0, -4.0, -3.0, -2.0, -1.0, 0.0, 1.0] points = [[-6, -3], [-5, -2.5], [-4, -2], [-3, -1.5], [-2, -1.0], [-1, -0.5], [0, 0], [1, 0.5], [2, 1.0], [3, 1.5], [4, 2.0], [5, 2.5], [6, 3]] def calc_fold_data(x, a): x3 = np.power(x, 3) result = x3 + (a * x) return result def animate(index): if index == len(values): time.sleep(3) exit() value = values[index] xar = [] yar = [] for point in points: x = calc_fold_data(point[0], value) y = calc_fold_data(point[1], value) print("Y: {} X:{}".format(x, y)) xar.append(x) yar.append(y) ax1.clear() plt.title("Value: {}".format(value)) plt.scatter(0, 0) ax1.plot(xar, yar) ani = animation.FuncAnimation(fig, animate, interval=1000) plt.show() |

#### Катастрофа типа «сборка»
{\displaystyle V=x^{4}+ax^{2}+bx}
Диаграмма катастрофы «сборка» с точкой возврата, на которой показаны кривые (коричневые, красные) по переменной x, удовлетворяющие выражению для параметров (a,b), кривые показаны для непрерывно изменяющегося параметра b при различных значениях параметра a. Вне геометрического места точек возврата (синяя область) для каждой точки (a,b) в фазовом пространстве существует только одно экстремальное значение переменной x. Внутри точек возврата существует два различных значения x, которые дают локальные минимумы функции V(x) для каждой пары (a,b). При этом указанные значения разделены локальным максимумом.
Бифуркация типа «вилка» при a = 0 на пространстве b = 0.
Форма точек возврата в фазовом пространстве (a,b) около точки катастрофы, показывающая геометрическое место бифуркаций типа «свёртка», которое разделяет область с двумя стабильными решениями и область с одним решением. Геометрия точек возврата весьма обычна, когда производится изучение того, что происходит с бифуркациями типа «свёртка» при добавлении в управляющее пространство нового параметра b. Изменяя параметры, можно найти, что имеется кривая (синяя) точек в пространстве (a,b), на которой теряется стабильность, то есть на этой кривой стабильное решение может внезапно «перепрыгнуть» на альтернативное значение (также стабильное).
Но в геометрии точек возврата кривая бифуркаций заворачивает назад, создавая вторую ветвь, на которой уже это второе решение теряет стабильность, а потому может совершить «прыжок» назад на исходное множество решений. При повторном увеличении значения параметра b и последующем уменьшении его, можно наблюдать гистерезис в поведении петель, поскольку система следует по одному решению, «перепрыгивает» на другое, следует по нему и «перепрыгивает» назад на исходное.
Однако это возможно только в области в параметрическом пространстве при a < 0. Если значение параметра a увеличивается, петли гистерезиса становятся меньше и меньше, пока значение a не достигнет 0. В этой точке петли исчезают (катастрофа с точкой возврата), и появляется только одно стабильное решение.
Также можно рассмотреть процесс изменения параметра a при неизменном значении b. В симметричном случае при b = 0 можно наблюдать бифуркацию типа «вилы» при уменьшающемся значении параметра a одно стабильное решение внезапно разделяется на два стабильных решения и одно нестабильное. В это время физическая система проходит в область a < 0 через точку возврата (a = 0, b = 0) (это пример спонтанного нарушения симметрии). Вдали от точки возврата не существует внезапных изменений в физической системе, поскольку при прохождении по кривой бифуркации свёртки происходит только то, что становится доступным второе альтернативное решение.
Одно из наиболее интересных предложений по использованию катастрофы с точкой возврата заключается в том, что этот тип катастрофы можно использовать для моделирования поведения собаки, которая в ответ на внешнее воздействие может испугаться или обозлиться. Предложение заключается в том, что при умеренном воздействии (a > 0) собака будет проявлять плавное изменение отклика с испуга на злость в зависимости от того, как было проведено воздействие. Но более высокий уровень воздействия — это стресс, соответствующий переходу в область a < 0. В этом случае если собака изначально испугалась, она останется испуганной при увеличении уровня воздействия на неё, пока в конечном итоге она не достигнет точки возврата, где произойдёт спонтанный переход в режим злобы. При переходе в этот режим собака будет оставаться озлобленной даже в случае постепенного снижения воздействия на неё.
Другой пример прикладного применения катастрофы с точкой возврата заключается в моделировании поведения электрона при перемещении с одного энергетического уровня на другой, что часто наблюдается в химических и биологических системах. Это указывает на то, что бифуркации рассмотренного типа и геометрия точек возврата является наиболее важной практической частью теории катастроф. Это шаблоны, которые проявляются вновь и вновь в физике, инженерии и математическом моделировании.
Оставшиеся простые геометрии катастроф являются более специализированными по сравнению с только что рассмотренной, а потому проявляются только в некоторых отдельных случаях.

#### Катастрофа типа «ласточкин хвост»
{\displaystyle V=x^{5}+ax^{3}+bx^{2}+cx}

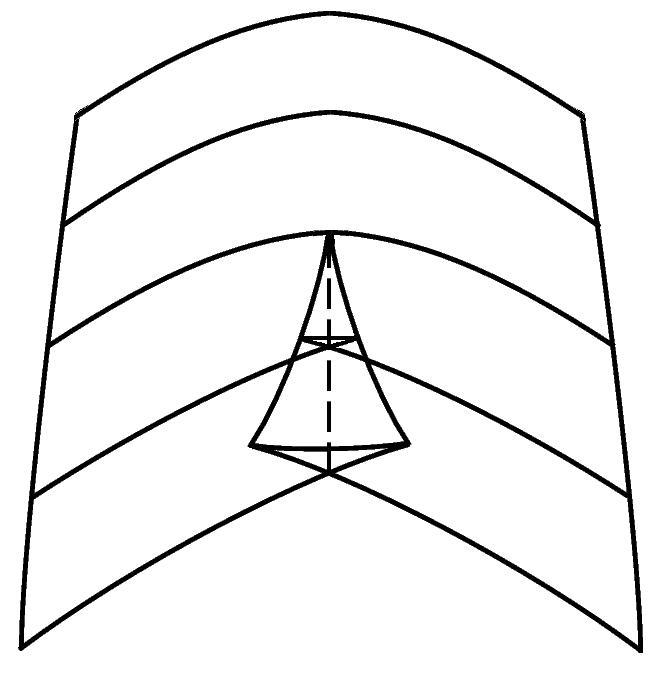
Поверхность катастрофы «Ласточкин хвост»

Управляющее пространство в данном типе катастроф является трёхмерным. Каскад бифуркаций в фазовом пространстве состоит из трёх поверхностей бифуркаций типа «складка», которые встречаются на двух кривых бифуркаций с точками возврата, которые в конечном итоге встречаются в одной точке, представляющей собой бифуркацию типа «ласточкин хвост».
По мере прохождения значений параметров по поверхностям областей бифуркаций типа «складка» пропадает один минимум и один максимум потенциальной функции. В области бифуркаций с точкой возврата два минимума и один максимум замещаются одним минимумом; за ними бифуркации типа «складка» исчезают. В точке ласточкиного хвоста два минимума и два максимума встречаются в одном значении переменной x. Для значений a > 0 за ласточкиным хвостом существует либо одна пара (минимум, максимум), либо не существует вообще никаких бифуркаций. Это зависит от значений параметров b и c. Две поверхности бифуркаций типа «складка» и две линии бифуркаций с точками возврата встречаются при a < 0, а потому исчезают в самой точке ласточкиного хвоста, заменяясь одной поверхностью бифуркаций типа «складка». Последняя картина Сальвадора Дали под названием «Ласточкин хвост» создана под влиянием этого типа катастроф.

#### Катастрофа типа «бабочка»
{\displaystyle V=x^{6}+ax^{4}+bx^{3}+cx^{2}+dx}
В зависимости от значений параметров потенциальная функция может иметь три, два или один локальный минимум, причём все минимумы разделены областями с бифуркациями типа «складка». В точке с поэтичным наименованием «бабочка» встречаются три различные пространства (трёхмерных плоскости) таких бифуркаций типа «складка», две поверхности бифуркаций с точками возврата и кривая бифуркаций типа «ласточкин хвост». Все эти бифуркации пропадают в одной точке и преобразуются в простую структуру с точкой возврата тогда, когда значение параметра a становится положительным.

### Потенциальные функции с двумя активными переменными
Омбилические катастрофы являются примерами катастроф второго порядка. Они, к примеру, могут наблюдаться в оптике при отражении света от трёхмерных поверхностей. Сами по себе такие катастрофы тесно связаны с геометрией почти сферических поверхностей. Рене Том предложил рассматривать гиперболическую омбилическую катастрофу как разрушение волны, а эллиптическую омбилическую катастрофу ― как процесс создания структур, похожих на волосяной покров.

#### Гиперболическая омбилика
{\displaystyle V=x^{3}+y^{3}+axy+bx+cy}

#### Эллиптическая омбилика
{\displaystyle V=x^{3}/3-xy^{2}+a(x^{2}+y^{2})+bx+cy}

#### Параболическая омбилика
{\displaystyle V=yx^{2}+y^{4}+ax^{2}+by^{2}+cx+dy}

## Запись и классификация катастроф по Арнольду
В. И. Арнольд предложил классификацию катастроф «ADE-классификация», использующую глубокие связи с теорией групп Ли.
- A0 — несингулярная точка: {\displaystyle V=x}.
- A1 — локальный экстремум: устойчивый минимум или неустойчивый максимум {\displaystyle V=\pm x^{2}+ax}.
- A2 — складка
- A3 — сборка
- A4 — ласточкин хвост
- A5 — бабочка
- Ak — бесконечная последовательность форм от одной переменной {\displaystyle V=x^{k+1}+\cdots }
- D4+ — кошелёк = гиперболическая омбилика
- D4- — пирамида = эллиптическая омбилика
- D5 — параболическая омбилика
- Dk — бесконечная последовательность других омбилик
- E6 — символическая омбилика {\displaystyle V=x^{3}+y^{4}+axy^{2}+bxy+cx+dy}
- E7
- E8

В теории сингулярности есть объекты, которые соответствуют большинству других простых групп Ли.

## Применения теории катастроф
Создание и развитие этой части математического анализа было связано с широкими возможностями наглядного анализа некоторых сложных явлений, особенно тех, которые встречаются при описании самых разных естественных явлений, в которых также рассматриваются разрывные функции, для которых аппарат математического анализа не подходит (радуга, каустика, потеря устойчивости конструкций, колебания и разрушение в строительной механике, поведение в этологии, астрофизика, бифуркационная неустойчивость атомной решетки, спонтанный порядок в биохимических реакциях, динамика популяций, гидродинамическая неустойчивость и возникновение турбулентности, хаотическая динамика странного аттрактора).

### На русском языке
- Арнольд В. И. Теория катастроф / Рец.: А. В. Чернавский. — 3-е изд., доп. — М.: Наука. Гл. ред. физ.-мат. лит., 1990. — 128 с. — 84 000 экз. — ISBN 5-02-014271-9.
- В. И. Арнольд. Теория катастроф.
- В. И. Арнольд. Особенности в вариационном исчислении.
- В. И. Арнольд, В. С. Афраймович, Ю. С. Ильяшенко, Л. П. Шильников. Теория бифуркаций.
- В. И. Арнольд, В. А. Васильев, В. В. Горюнов, О. В. Ляшко. Особенности. I. Локальная и глобальная теория.
- В. И. Арнольд, В. А. Васильев, В. В. Горюнов, О. В. Ляшко. Особенности. II. Классификация и приложения.
- Арнольд В. И., Варченко А. Н., Гусейн-Заде С. М. Особенности дифференцируемых отображений, — Любое издание.
- Арнольд В. И. Особенности каустик и волновых фронтов, — М.: Фазис, 1996.
- Брёкер Т., Ландер Л. Дифференцируемые ростки и катастрофы, — Любое издание.
- Брус Дж., Джиблин П. Кривые и особенности: Геометрическое введение в теорию особенностей, — М.: Мир, 1988.
- Гивенталь А. Б.. Особые лагранжевы многообразия и их лагранжевы отображения.
- Голубицкий М., Гийемин В. Устойчивые отображения и их особенности, — М.: Мир, 1977.
- Закалюкин В. М.. Перестройки фронтов, каустик, зависящих от параметра, версальность отображений.
- Мальгранж Б. Идеалы дифференцируемых функций, — М.: Мир, 1968.
- Павлова Н.Г., Ремизов А.О. Введение в теорию особенностей. — М.: Изд-во МФТИ, 2022. — 181 с. — ISBN 978-5-7417-0794-4.
- Постон Т., Стюарт И. Теория катастроф и её приложения, — М.: Мир, 1980.
- Седых В. Д. Математические методы теории катастроф. — М.: МЦНМО, 2021. — 224 с. — ISBN 978-5-44-391622-4.
- Том Р. Структурная устойчивость и морфогенез, — М.: Логос, 2002.

### На английском языке
- Arnold, V. I. Catastrophe Theory, 3rd ed. Berlin: Springer-Verlag, 1992.
- Gilmore, Robert. Catastrophe Theory for Scientists and Engineers. New York: Dover, 1993.
- Martinet J. Singularities of Smooth Functions and Maps. London Math. Soc. Lecture Note Series, 58. Cambridge University Press, 1982.
- Mond D., Nuno-Ballesteros J. J. Singularities of mappings. The local behaviour of smooth and complex analytic mappings. Springer, 2020.
- Porteous, I. R. Geometric differentiation for the intelligence of curves and surfaces. Cambridge University Press,~2001.
- Postle, Denis. Catastrophe Theory — Predict and avoid personal disasters. Fontana Paperbacks 1980. ISBN 0-00-635559-5
- Poston, Tim and Stewart, Ian. Catastrophe Theory and Its Applications. London, San Francisco, Melbourne: Pitman, 1978
- Poston, T. and Stewart, Ian. Catastrophe: Theory and Its Applications. New York: Dover, 1998. ISBN 0-486-69271-X.
- Sanns, Werner. Catastrophe Theory with Mathematica: A Geometric Approach. Germany: DAV, 2000.
- Saunders, P. T.. An Introduction to Catastrophe Theory. Cambridge, England: Cambridge University Press, 1980.
- Thom, René. Structural Stability and Morphogenesis: An Outline of a General Theory of Models. Reading, MA: Addison-Wesley, 1989. ISBN 0-201-09419-3.
- Thompson, J. Michael T. Instabilities and Catastrophes in Science and Engineering. New York: Wiley, 1982.
- Woodcock, A. E. R. and Davis, M. Catastrophe Theory. New York: E. P. Dutton, 1978.
- Zeeman, E. C. Catastrophe Theory-Selected Papers 1972—1977. Reading, MA: Addison-Wesley, 1977.

### На русском языке
- Д. В. Аносов. О развитии теории динамических систем за последнюю четверть века.

### На английском языке
- CompLexicon: Catastrophe Theory
- Catastrophe teacher